# Teatro della Rosa
Il Teatro della Rosa è situato nella città di Pontremoli in Provincia di Massa-Carrara.

## Storia e descrizione

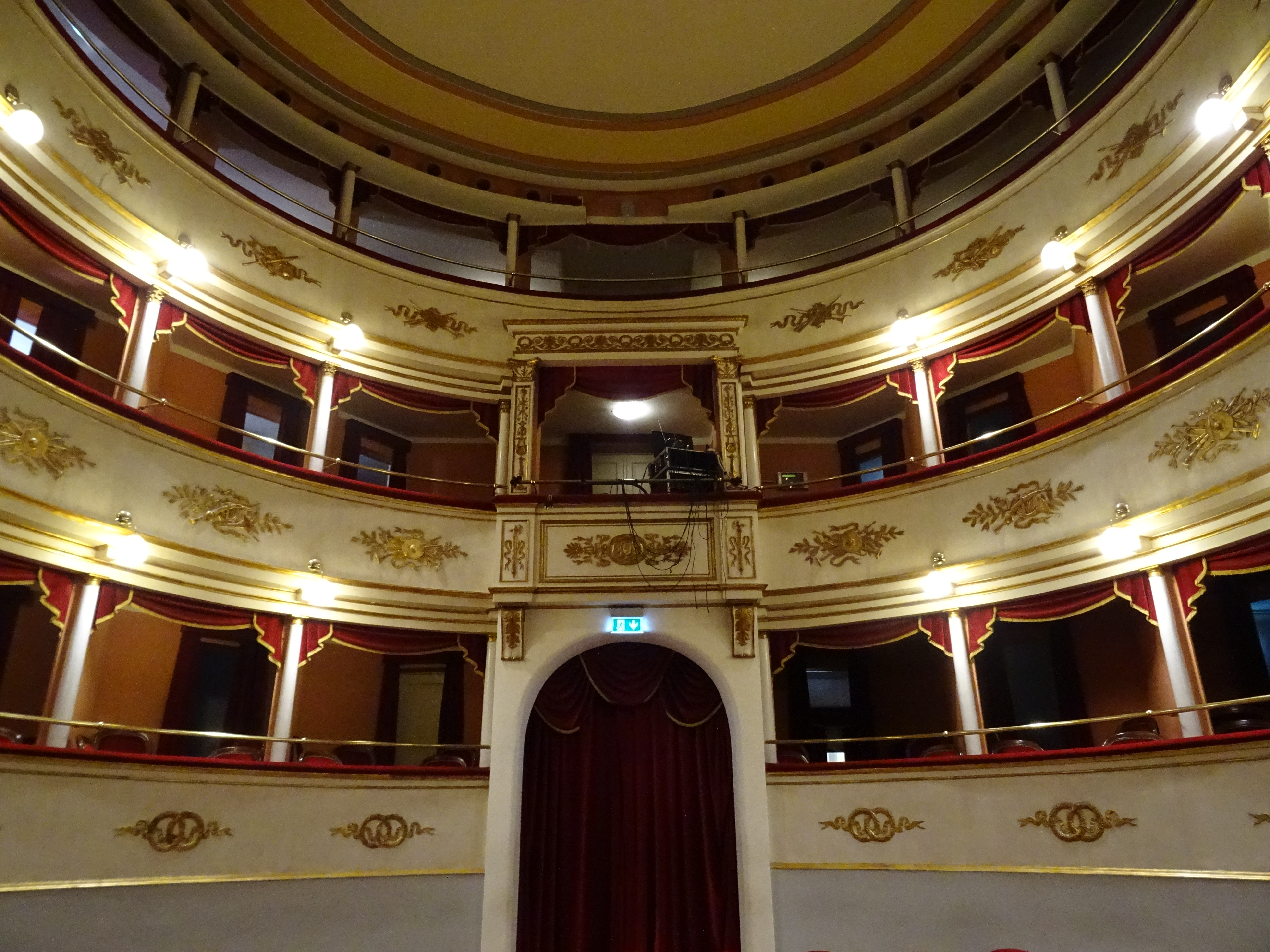
Interno

In seguito al passaggio della città di Pontremoli, dal dominio spagnolo al Granducato di Toscana, questa ebbe un nuovo impulso economico e vide affermarsi un nuovo ceto borghese costituito da ricchi commercianti e imprenditori. In questo contesto, fin dal 1690, era maturata la volontà da parte dei ceti borghesi di realizzare un teatro nuovo che tuttavia vide la luce solo nel 1739 quando a questo fine venne istituita l'Accademia detta della Rosa e contrassegnata dal motto "pungit et delectat". Le pratiche preliminari e i lavori si protrassero a lungo nel tempo fino al 1767, anno in cui la struttura fu quasi ultimata e venne incaricato il pittore Antonio Contestabili di eseguire le decorazioni interne e il sipario.
Il sipario, che probabilmente costituisce l'opera maggiore dell'artista pontremolese, raffigura un'idilliaca e aggraziata danza di ninfe e fauni inserita all'interno di un ampio paesaggio ispirato a scorci lunigiani e che richiama il Locus amoenus, è sopravvissuto alle gravi lesioni causate durante la seconda guerra mondiale ed è ancora conservato presso il teatro. La prima stagione teatrale dell'Accademia della Rosa venne messa in scena per il carnevale del 1773.
Originariamente il teatro, con pianta a ferro di cavallo, era costituito da 33 palchi, disposti su due ordini, e un loggione. Verso il 1840, con la trasformazione del loggione in terzo ordine, il numero dei palchi fu portato a 48 e le decorazioni furono restaurate dal pittore parmense Filippo Bocchi. Da allora il teatro ha continuato a ospitare ininterrottamente ogni genere di rappresentazione (commedie, melodrammi e manifestazioni civili, tra le quali vanno ricordate le commemorazioni solenni rese al poeta Giovanni Pascoli nel 1912 e al generale Ezio Reisoli nel 1913, fino all'ultimo conflitto mondiale.
In seguito agli ingenti danni riportati durante il corso del secondo conflitto mondiale il teatro fu ristrutturato nel 1948 e trasformato anche in cinematografo. Chiuso alla fine degli anni '70 per le inadeguate condizione strutturali, il teatro è stato reso nuovamente fruibile solo nel 1998 grazie a un restauro e alla messa in sicurezza.